# 吴健民
吴健民（1921年3月—2015年10月21日），廣東惠來人，中国政治人物。曾担任中共汕头地委委员、潮安县委书记，此后职务屡有调动，直至1979年1月，被任命为珠海市委书记，成为珠海市首任市委书记。1980年11月至1982年7月，吴健民兼任珠海市市长，也是珠海市首位市长。珠海经济特区首任党委书记、省顾委委员。